# Rue Chateaubriand (Paris)
Pour les articles homonymes, voir Rue Chateaubriand.
La rue Chateaubriand est une voie du 8e arrondissement de Paris située non loin de l’Arc de triomphe de l'Étoile, dans le quartier du Faubourg-du-Roule. 

## Situation et accès
.

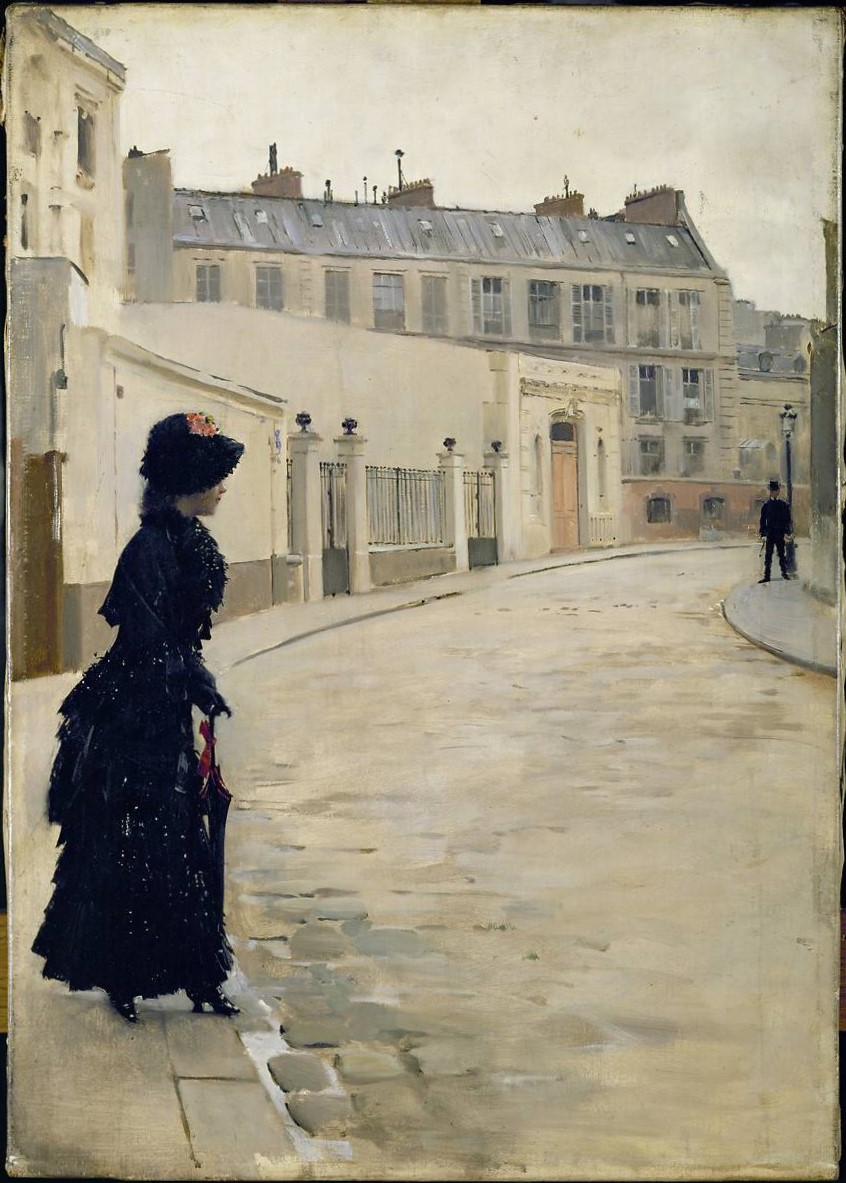
Jean Béraud, L’Attente, rue de Chateaubriand, à Paris,
Paris, musée d'Orsay.

Elle commence au 17, rue Washington et se termine au 33,avenue de Friedland.
Le dernier numéro impair est le no 21. Le dernier numéro pair est le no 22. La numérotation n'a pas été modifiée depuis l'ouverture de la voie.
Le quartier est desservi par la ligne 1 du métro à la station George V.

## Origine du nom

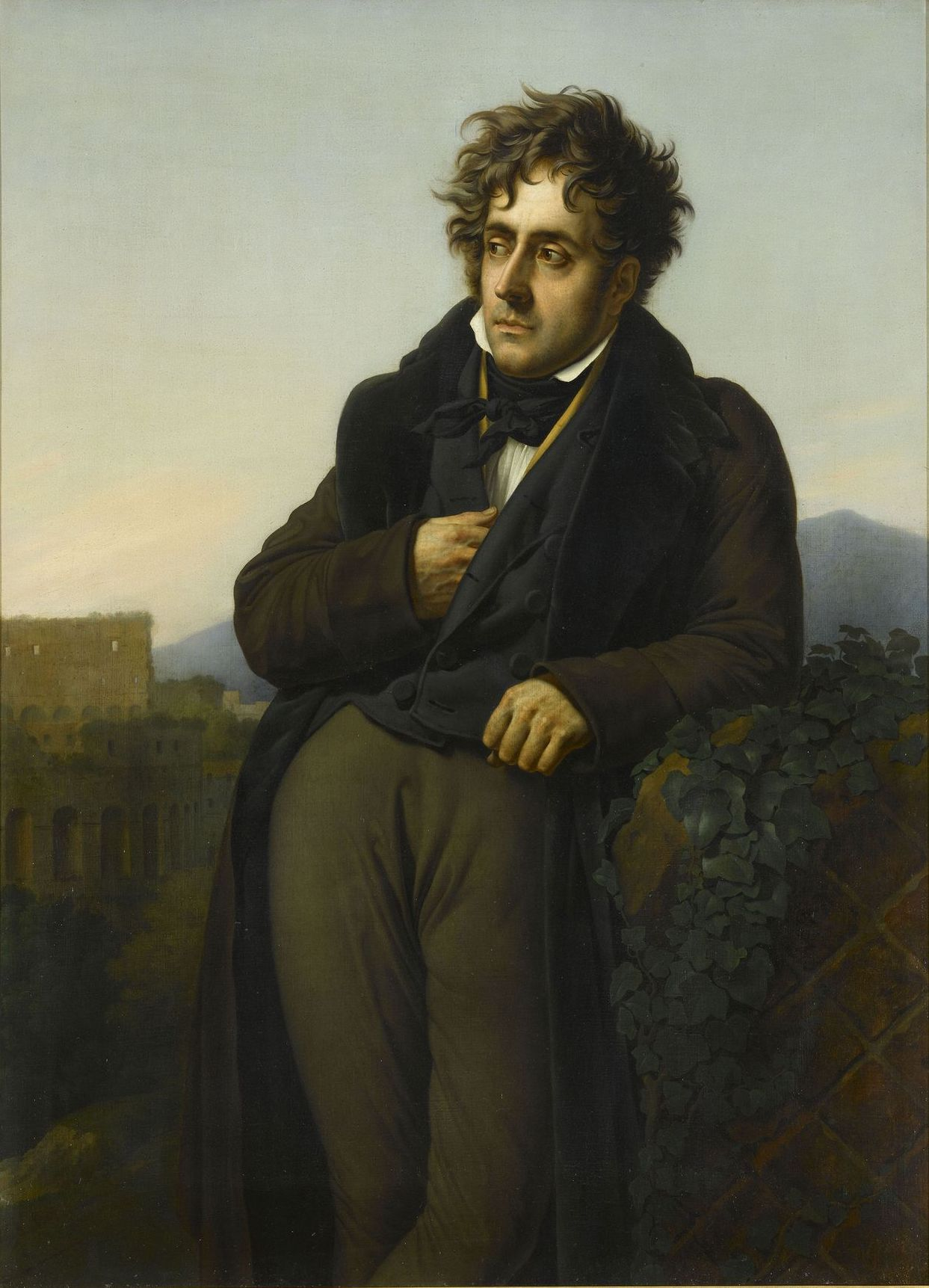
Chateaubriand.

La rue a été dénommée en l'honneur de l'écrivain et diplomate François-René de Chateaubriand (1768-1848), alors très populaire par son opposition résolue au ministère Villèle et son soutien à l'indépendance grecque.

## Historique
La rue fut ouverte comme voie privée sous le nom d’« avenue de Chateaubriand » en 1825 sur les terrains des anciens jardins Beaujon par la Société du quartier de la chartreuse Beaujon, formée entre trois spéculateurs : Fortunée Hamelin (1776-1851), l'une des plus fameuses Merveilleuses sous le Directoire, et MM. Cottin et Rougevin. 
La partie qui débouchait sur l'avenue des Champs-Élysées a pris, en 1842, le nom de rue du Bel-Respiro.
Elle est classée comme voie publique de la voirie de Paris par décret du 23 octobre 1852 avant de prendre le nom de « rue de Chateaubriand » en 1863.

## Bâtiments remarquables et lieux de mémoire

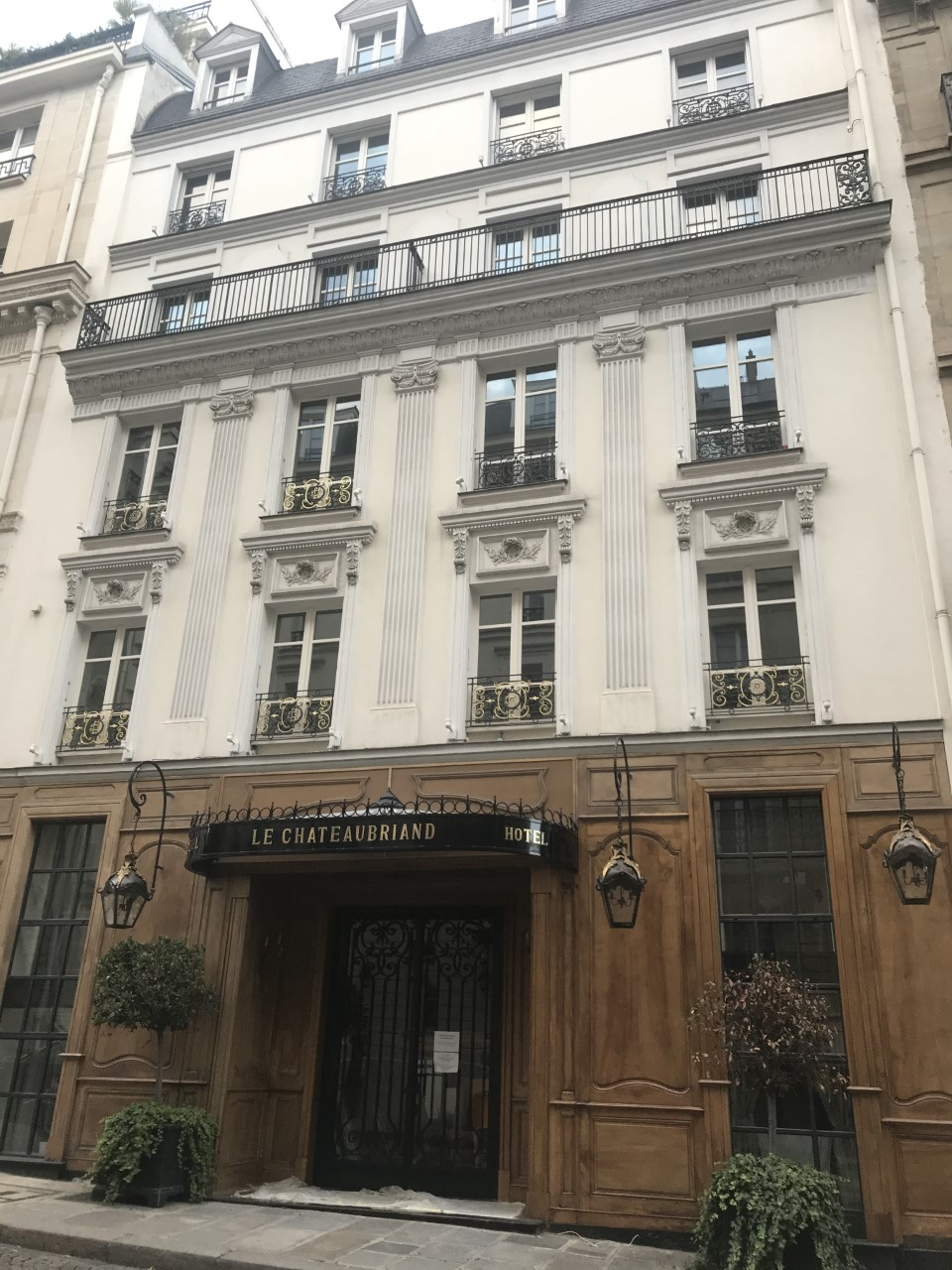
Hôtel Chateaubriand.

- No 6 : hôtel de voyageurs Chateaubriand. Emplacement d'une maison où le neveu de Gaetano Donizetti, Andrea, loua en mai 1847 un appartement pour installer le compositeur qu'il était parvenu à faire libérer de l'hospice d'aliénés d'Ivry où il était interné. Donizetti, alors gravement diminué par la maladie qui devait l'emporter, y passa quatre mois jusqu'à son départ pour l'Italie le 19 septembre. Un portrait daguerréotype du compositeur y fut réalisé le 3 août[2].
- No 8 : hôtel du baron de Vaufreland.
- No 11 : aboutissement d'un passage privé planté de deux rangées de platanes, qui commence dans la cour du 13, rue Washington.
- No 12 : le général-marquis de Galliffet (1831-1909) est mort à cette adresse[3].
- No 14 : dépendait autrefois de la maison-mère des Prêtres du Saint-Sacrement et communiquait par un passage souterrain avec l'Église espagnole du Corpus Christi (voir le 23, avenue de Friedland).

Dans les années 1900, chancellerie de la légation du Pérou ; dans les années 1920, ambassade du Pérou.

### Bâtiments détruits
- No 16 : anciennes écuries de l'hôtel Potocki (voir le 27, avenue de Friedland). Leur faste était célèbre avec leurs stalles en acajou pour trente-huit chevaux et leurs abreuvoirs en marbre rose. Les remises pouvaient contenir jusqu'à cinquante voitures. Le premier piqueur avait sous ses ordres une cinquantaine de palefreniers. Les bâtiments ont été détruits dans les années 1920 par la Chambre de commerce et d'industrie de Paris.
- No 17 : hôtel « décoré de bustes et de statues[6] ».
- No 29 : « L'hôtel du duc de Broglie, au 29, n'a pas changé d'affectation en un demi-siècle. Il est toujours habité par la même famille », écrivait André de Fouquières en 1953[3]. Maurice de Broglie (1875-1960), 6e duc de Broglie, physicien, installa dans cet hôtel un petit laboratoire où il poursuivit ses recherches sur les rayons X.

### Habitants célèbres
- Le chansonnier Béranger (1780-1857) a habité rue Chateaubriand, alors avenue de Chateaubriand.
- Gaston de Galliffet, général et ministre de la Guerre dans le gouvernement Waldeck-Rousseau (no 12).
- Mlle Maguera, actrice et directrice de théâtre (no 10)[7].
- Jean Badovici, architecte et éditeur de la revue L'Architecture vivante habita au no 14, dans un appartement qui fut aménagé par sa compagne Eileen Gray en 1931.